# Districte de Sirsa
El districte de Sirsa (hindi: सिरसा जिला) és una divisió administrativa de l'estat d'Haryana amb capital a Sirsa.	 La superfície és de 4.277 km² i la població d'1.116.649 habitants (2001). El districte va existir entre 1858 i 1884 com a part del Panjab i fou recreat el 1975 dins d'Haryana del que forma l'extrem nord-oest.

## Administració
Està dividit en quatre tehsils:
- Sirsa
- Dabwali
- Rania
- Ellenabad

I en set blocs:
- Baragudha
- Dabwali
- Ellenabad
- Nathusary Chopta
- Odhan
- Rania
- Sirsa.

## Història
Les excavacions arqueològiques han posat en relleu que fou una de les regions més antigues de la cultura hindú; les troballes a tot el districte de restes hindús dins de tombes musulmanes proven que hi va haver una civilització vigorosa. Va passar per diverses dominacions als primers segles de l'era cristiana.
Al segle viii el país fou assaltat pels rajputs tomar i després va caure sota domini dels chahuans. Després de la derrota de Prithwi Raj per Muizz al-Din Muhammad de Ghor el 1193 va esdevenir un feu de Delhi i els posteriors districtes de Delhi, Ajmer, Hansi, i Sirsa foren ocupats pels conqueridors musulmans si bé no consta l'establiment de cap govern regular i es va produir una certa anarquia fins que els jatu rajputs, derivació dels tomars, van posar orde.
El poder musulmà es va consolidar progressivament i vers el 1254 sota Nasr al-Din Mahmud Shah (1246-1266) el territori integrat per Hansi, Sirsa, Barwala i Jind fou assignat en feu a Ulugh Khan-i-Azam, que després fou l'emperador Balban. Va romandre sempre en mans de Delhi sota les diverses dinasties incloent els suri i els mogols. Sirsa o Sarsuti era al segle xiv una de les principals ciutats de l'alta Índia; es van construir canals des del Ghaggar i el Jumna. El 1399 Tamerlà, després de conquerir Bhatner (Hanumangarh), va marxar pel territori a través de Sirsa, Fatehabad, Rajabpur, Ahruni i Tohana, ciutats suposadament prosperes on va fer molt de botí; els jats de Tohana foren expulsats caps al camps i la jungla.
El domini mogol va durar del segle xvi al XVIII. Després d'Aurangzeb (mort el 1707) el territori apareix en mans de grups musulmans d'origen rajput anomenats jaiyes a Bhatner i bhattis a Sirsa, Rania i Fatehabad. Els bhattis foren un temps la comunitat principal i més poderosa del territori i el seu nom aplicat progressivament als jaiyes, chauhans, chahals i altres comunitats de rajputs musulmans i fins i tot als musulmans jats. Fou llavors quan el país va agafar el nom de Bhattiana que va conservar fins a 1857. Les comunitats vivien una vida pastoral i depredadora, disputant els ramats amb els seus veïns; els annals de Bikaner parlen de la continuada lluita d'aquest estat contra els jaiyes i bhattis per la possessió de Bhatner i a vegades de Sirsa; i les cròniques de Patiala estan plenes d'atacs i contraatacs entre els sikhs jats i els bhattis.
El 1731 Ala Singh, el fundador de l'estat de Patiala (estat conegut pels sikhs com Ala-ka-Raj, o regne d'Ala) va iniciar la lluita contra els caps bhattis de Bhatner i Fatehabad que va durar tota la seva vida (va morir el 1765); el 1774 el seu successor Amar Singh va fer una expedició contra el cap bhatti Muhammad Amir Khan, i li va arrabassar Fatehabad, Sirsa i Rania, esdevenint amo de tot el territori; els sikhs jats van establir algunes poblacions al nord-est del districte però la fam de 1783 els va obligar a marxar i el territori va quedar buit; els ramats van morir de gana igual que bona part de la població; molts van emigrar a altres llocs més favorables i només una dotzena de pobles notables van restar i per un temps el que fou el districte de Sirsa era un desert amb molt pocs habitants. El 1799 l'aventurer George Thomas, que va tenir quarters primer a Georgegarh (districte de Rohtak) i després a Hansi (districte d'Hissar) va establir una certa autoritat sobre la vall del Ghaggar i aliat als bhattis va conquerir una fortalesa del maharajà de Bikaner propera a Bhatner. Derrotat Thomas per Bourquin a Hansi (1802) el territori va passar als marathes però el 1803, després de la batalla de Laswari, Sindhia va cedir Sirsa i el territori de Delhi fins al Jumna als britànics pel tractat de Sirji Anjengaon.
Els britànics van trobar la zona de Sirsa pràcticament deshabitada; els bhattis eren els amos de la terra però no la llauraven i només la tenien com a lloc per a fortins des dels quals bandes de saquejadors feien incursions ocasionals als territoris veïns. Sirsa fou oficialment inclosa als territoris conquerits als marathes però per uns anys no fou governada directament per oficials britànics i de fet els bhattis van conservar el control efectiu del territori fins al 1818 quan la vall de Ghaggar fou finalment posada sota administració directe efectiva dels britànics formant part de la província del nord del territori de Delhi i el 1820 integrada al districte d'Haryana o d'Hissar dins la divisió occidental del territori de Delhi. Durant els anys següents els rages sikhs van aprofitar de la deixadesa britànica i les condicions de sequera i escassa població del territori darrere el Gahggar i van començar una sèrie ce colonitzacions irregulars que van continuar fins al 1837; llavors el govern britànic va refermar la seva sobirania sobre el territori i va constituir les parganes de Sirsa i Rania (del districte d'Hisssar o d'Haryana) i les de Guda i Malaut en un districte separat que va agafar el nom de districte de Bhattiana agregat a les províncies del Nord-oest la zona mentre la resta continuava com a districte d'Hissar. Durant uns anys el districte va continuar amb molt poca població i encara que els terratinents van oferir avantatges als cultivadors que s'hi establissin, les ofertes no van tenir molt d'èxit. Al districte es van afegir territoris procedents d'estats o territoris veïns. La pargana de Darba (d'Hissar) i la de Rori foren confiscada al príncep de Nabha i transferides a Bhattiana el 1838 i el 1847 respectivament. El 1844 la pargana de Wattu hi fou afegida.
En aquestos anys es va fer una organització fiscal que va restar en força fins al 1852 quan es va fer una nova organització que fou interrompuda pel motí del 1857. En el motí les tropes natives d'Hansi foren de les primeres a revoltar-se seguides de les d'Hissar i de Sirsa; els europeus que no van fugir foren assassinats. Hissar i Sirsa van quedar sota domini rebel. Els ranghars i pachhades d'Hissar i els bhattis de Sirsa van seguir la població musulmana revoltada. Però ja abans de la reconquesta britànica de Delhi, una força de reclutes del Panjab, amb contingents de Patiala i Bikaner, dirigits tots pel general Van Cortlandt, va derrotar els rebels. El 1858 els districtes d'Hissar i de Bhattiana foren transferits de les Províncies del Nord-oest o Agra a la província del Panjab. Bhattiana va agafar llavors el nom de districte de Sirsa. El 1861, 42 pobles de la regió de Tibi (pargana de Rania) foren transferits a Bikaner.
El 1862 la població s'estimava en 151.182 habitants; el 1868 el cens va donar 210.795 i el 1881 era de 253.275. La superfície el 1881 era de 7.780 km² i tenia 5 ciutats i 630 pobles. La població eren hindús en un 51,5%, musulmans en un 36,8% i sikhs en un 11,2%. Per ètnies la major part eren jats seguits de rajputs. En castes les principals eren els bramans, baniyes, arores, chamars i chures. La ciutat principal era Sirsa amb 12.292 habitants el 1881, seguida de Fazika. Tres altres ciutats eren també municipalitats: Rania, Ellenabad i Rori. Administrativament el formaven tres tahsils: Sirsa, Dabwali i Fazilka. El tahsil de Sirsa tenia una superfície de 2.569 km² i una població de 94.245 habitants el 1881.
El districte va existir fins al 1884 quan el tahsil de Sirsa i 126 pobles del tahsil de Dabwali foren segregats i agregats a Hissar, mentre Fazilka i els restants 31 pobles de Dabwali foren units al districte de Ferozepore o Firuzpur.
Quasi cent anys després de la seva supressió, l'1 de setembre de 1975, es va constituir altre cop amb els tehsils de Sirsa i Dabwali, que foren separats del districte d'Hisar.